# Hermann Bek-Gran

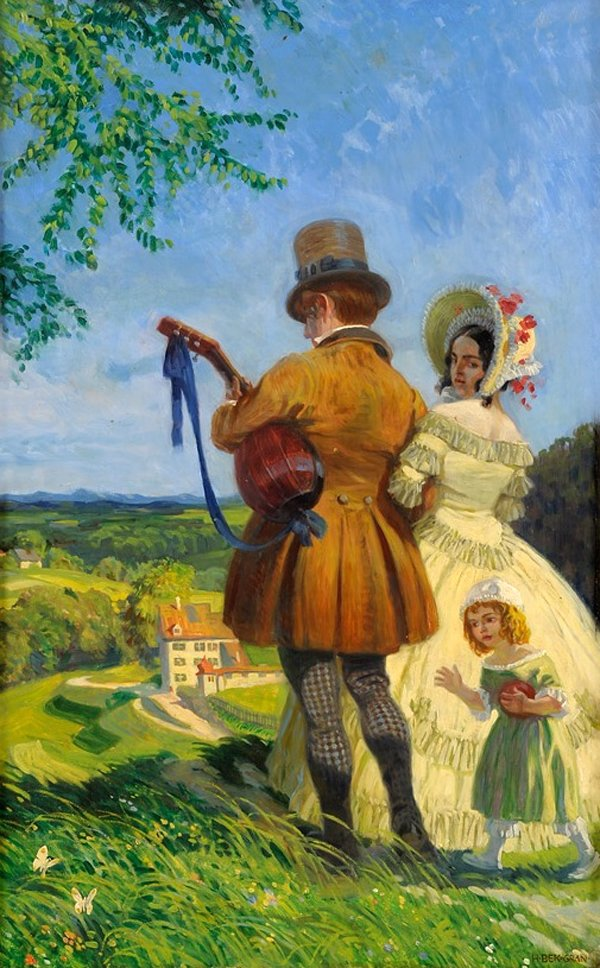
Ohne Titel

Hermann Bek-Gran (* 20. September 1869 in Mainz; † 9. Juli 1909 in Nürnberg) war ein deutscher Maler, Grafiker und Typograf.
Hermann Bek-Gran besuchte die Kunstgewerbeschule in Nürnberg. Seit dem 21. Oktober 1889 studierte  er an der Königlichen Kunstakademie in München, zuerst in der Naturklasse bei Gabriel von Hackl, dann bei Wilhelm von Lindenschmit dem Jüngeren. Danach war er freiberuflich in München tätig. 1905 wurde er zum Professor für kunstgewerbliches Zeichnen an der Kunstgewerbeschule Nürnberg berufen.
Neben der Malerei beschäftigte er sich mit der Gebrauchsgrafik, u. a. entwarf Plakate und Exlibrisse. Für die D. Stempel Schriftgießerei entwarf er die Bek-Gran-Schrift.
Hermann Bek-Gran starb im Alter von 40 Jahren.
Ein Teil seines schriftlichen Nachlasses liegt im Deutschen Kunstarchiv im Germanischen Nationalmuseum in Nürnberg.